# 厦门市第三医院
厦门市第三医院是位於中華人民共和國福建省廈門市同安區的一座三级综合性医院。成立於1920年，最初名為同安医院，是當時美国耶稣基督归正教差会为纪念在廈門同安行医的美籍女医生幕氏病故而創辦。1950年12月，同安医院由同安县人民政府接管。1951年12月24日，同安县人民政府正式接办該醫院并將同安县人民卫生院并入同安医院。2003年12月，同安医院更名为厦门市第三医院。2006年9月26日，醫院成为福建省中医药大学临床教学医院。2012年5月，醫院掛牌為福建省中医药大学第四临床医学院、福建中医药大学附属厦门第三医院。2022年1月10日，厦门市卫健委人事处处长郑林雄宣读《厦门市人民政府关于厦门市第三医院划归市属的批复》。经市第160次政府常务会议研究，同意厦门市第三医院划归市属，隶属厦门市卫健委管理，经费渠道由市财政拨补，在保留事业单位独立法人、独立核发医疗机构执业许可证的基础上，由厦门大学附属第一医院按照“整体化管理、一体化运营、同质化医疗”的原则实施托管。2022年2月10日上午，厦门大学附属第一医院同安院区揭牌仪式举行。

## 外部連結
- 官方网站